# Expedició normanda de 844
L'Expedició normanda de 844 fou un atac dels normands al regne d'Astúries i l'emirat de Qúrtuba
El 844 les naus normandes o vikingues (urdumaniyyun o madjus) d'una comunitat establerta a la desembocadura del Loira, a les illes de Bouin i Noirmoutier, després d'una incursió pel Garona, foren dispersades per una tempesta en direcció a la costa cantàbrica i arribaren a Gijon, que reconegueren però no atacaren, i seguiren en direcció a Galícia, on foren derrotades i les 54 naus van passar per Lisboa que van saquejar durant 13 dies entre l'agost i el setembre, fins que un exèrcit musulmà es va apropar per combatre'ls, i es van desplaçar cap a l'Algarve i el golf de Cadis. Van pujar amb les seves naus pel Guadalquivir i el 25 de setembre van derrotar els cordovesos a la batalla de Cabtal, saquejant les afores d'Isbiliya mentre els ciutadans no presentaven batalla i fugien a Carmona, i els normands establiren un fortí a Tablada, d'on es van retirar el 28 de setembre quan van arribar 15 naus cordoveses.
Abd-ar-Rahman ibn al-Hàkam va preparar un contingent per enfrontar-se als vikings que havien conquerit i saquejat Isbiliya un mes abans, amb la tropa d'Isbiliya, voluntaris de les marques, i l'exèrcit de les marques capitanejat per Musa ibn Qasi. Els normands es van dividir en quatre grups, un d'uns dos centenars de normands que va atacar Morón, un segon que va atacar Benilaiz i un tercer que va atacar Fuente de Cantos i un quart a Còrdova. El gruix de l'exèrcit cordovès, de 16.000 homes destruir el primer grup (batalla de Morón), i va atacar el campament de Tablada, amb el que els invasors van patir mil baixes, mentre uns altres quatre-cents van ser fets presoners i executats, i unes trenta de naus van ser destruïdes, sent els ostatges alliberats, però un grup, en veure la cavalleria enemiga va poder fugir entre Moron i Carmona, embarcant en les naus i finalment van negociar alliberar els presoners que quedaven a canvi de menjar i robes, i van continuar el seu viatge pel mediterrani, atacant territori romà d'Orient fins a arribar a Alexandria en un viatge de catorze anys. Amb el temps, el reduït nombre de supervivents es va convertir a l'islamisme instal·lant-se com a grangers a la zona de Coria del Río, Carmona i Morón.

## Conseqüències
Abd-ar-Rahman ibn al-Hàkam va reconstruir les muralles i edificis d'Isbiliya, que havien quedat malmesos per la incursió, i va fer construir naus a les drassanes de Cadis, Cartagena i Tarraquna per la defensa del litoral, i va establir que en les capitanies hi hauria correus a cavall per poder transmetre amb rapidesa les notícies.
Es van donar noves incursions normandes en els anys 859, 966 i finalment el 971, en què la flota vikinga va ser totalment aniquilada.